# Пятнистый муравей

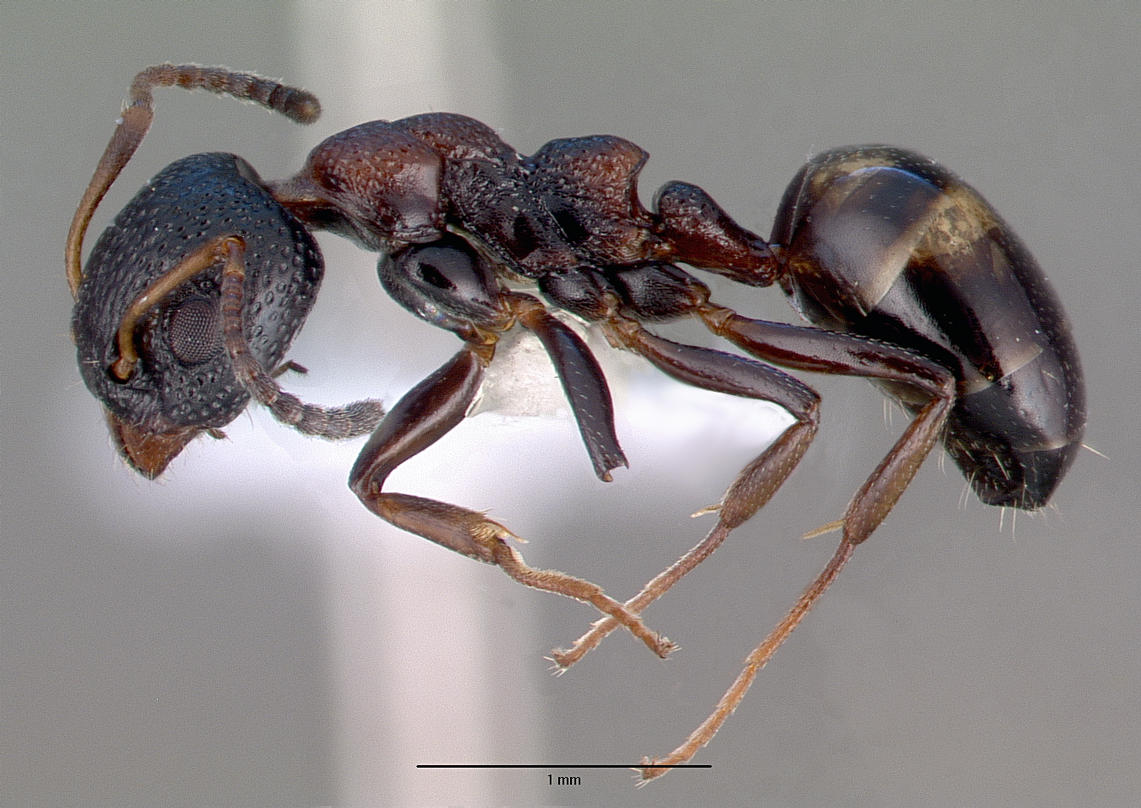

Пятнистый муравей, или долиходерус сибирский (Dolichoderus sibiricus) — вид древесных муравьёв рода Dolichoderus из подсемейства Dolichoderinae (Formicidae). Дальний Восток.

## Распространение
Дальний Восток (Приморский край, Амурская область, Хабаровский край, Сахалин, Курильские острова), КНДР, Южная Корея, Китай, Япония, Южная Сибирь, Республика Алтай, Кемеровская область.

## Описание
Мелкие древесные муравьи, длина рабочих 3—4 мм (самки до 5 мм), окраска в основном чёрная (грудь, усики, лапки челюсти красновато-бурые), брюшко с 4 светлыми пятнами (реже 2); самцы полностью чёрные. Усики 12-члениковые (у самцов 13-члениковые), булавы нет. Покровы жёсткие, грубо скульптированные с ячеистой пунктировкой. Пронотум округлый, проподеум выступающий назад угловатый. Стебелёк между грудкой и брюшком состоит из одного членика петиолюса; жало отсутствует. На Дальнем Востоке обитают в смешанно-широколиственных лесах, гнёзда в древесине на большой высоте, под корой. Семьи многинные, малочисленные (одна матка и несколько сотен рабочих). В Кемеровской области обнаружен в осиновом пне.
Митохондриальный геном состоит из 16 086 пар оснований (bp), включая 13 кодирующих белок генов (PGCs), 2 рибосомальных RNA-гена, 22 транспортных RNA-гена (размер tRNAs от 63 до 75 bp), и один крупный нераскодированный участок из 622 пар оснований (bp).
Вид был впервые описан в 1889 году итальянским мирмекологом Карлом Эмери под первоначальным названием как подвид Dolichoderus quadripunctatus subsp. sibiricus Emery, 1889.

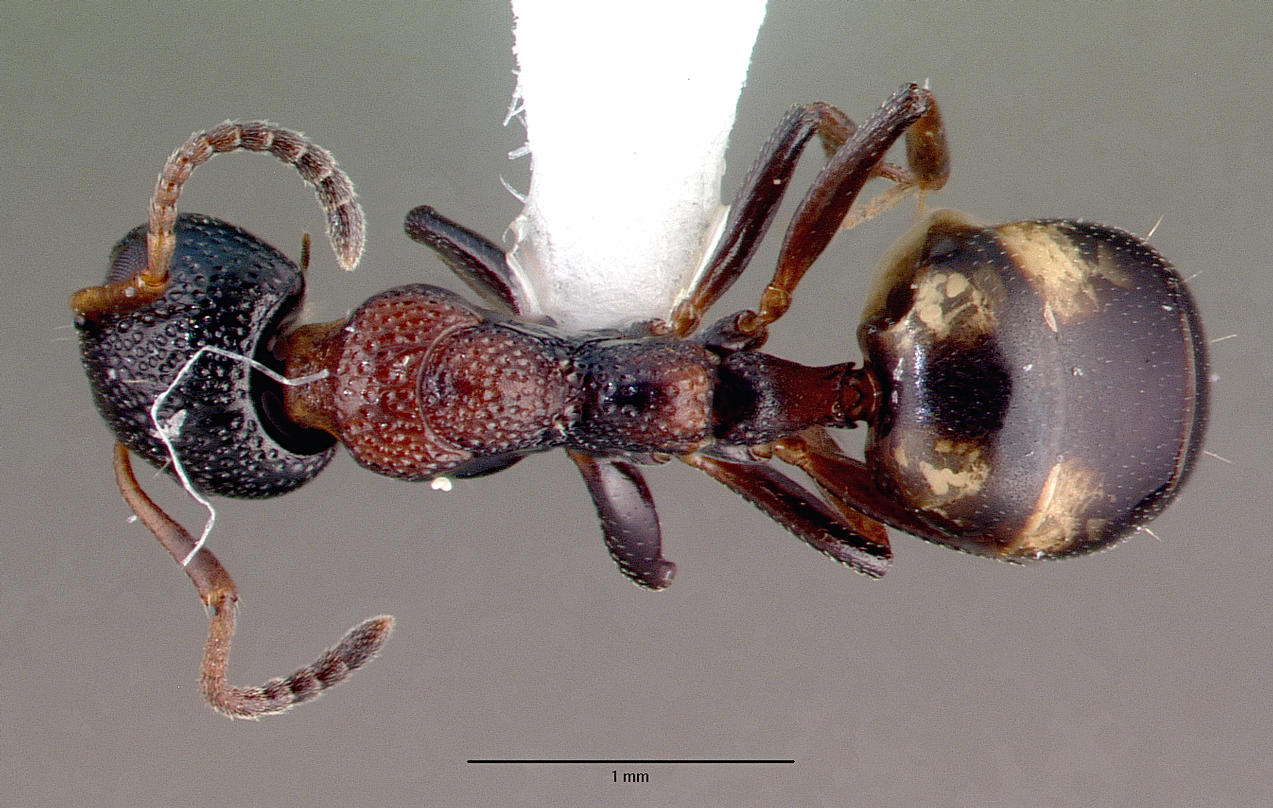
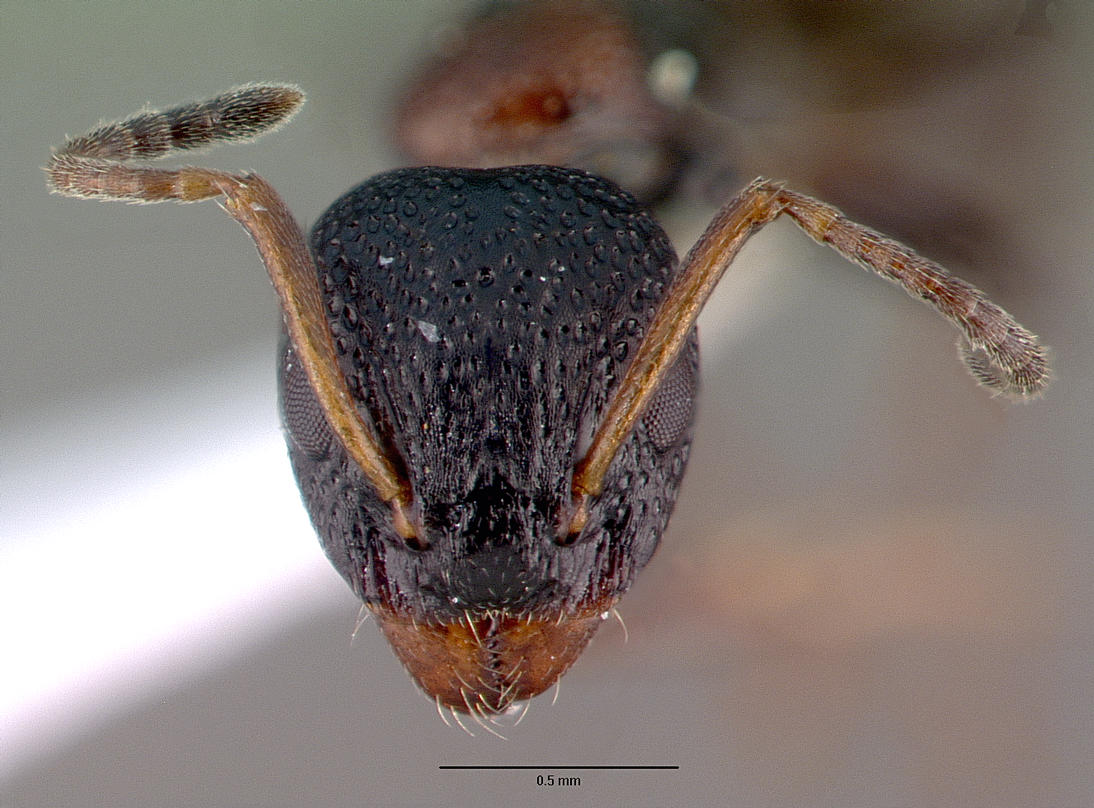

## Охранный статус
Включён в Красную книгу Кемеровской области в статусе редкого вида (3-я категория, редкий вид) и в Красную книгу Республики Алтай (2-я категория).